# Chak Ramun
Chak Ramun (em panjabi: ਚੱਕ ਰਾਮੂ) é uma aldeia localizada no distrito de Shaheed Bhagat Singh Nagar, no estado de Punjab, na Índia. Está localizado a 3,5 (2,2 mi) quilômetros de Behram, 13 (8,1 mi) quilômetros da cidade de Banga, 24 quilômetros (15 mi) do distrito Shaheed Bhagat Singh Nagas e 117 quilômetros (73 mi) da capital do estado, Chandigarh. A aldeia, assim como as demais indianas, é governada por um sarpanch, eleito democraticamente pela maioria da população residente no assentamento.

## Demografia
Segundo o relatório publicado pelo Censo da Índia de 2011, a aldeia Chak Ramun é composta por um total de 252 casas e a população total é de 1196 habitantes, dos quais 612 são do sexo masculino e 584, do sexo feminino. O nível de alfabetização da aldeia é 83.46% maior que a média do estado, a qual é de 75.84%.
Conforme constatação do Censo, 353 pessoas exercem seu trabalho fora da aldeia; dessas, 335 são homens e 18 são mulheres. O levantamento do governo também consta que 90.65% dos trabalhadores ocupam um serviço como trabalho formal e único, enquanto os outros 9.35% estão envolvidos em atividades marginais, trabalhando como meio de subsistência em diferentes lugares em menos de seis meses.

## Educação
Na aldeia, não há nenhuma escola, e os estudantes precisam ir a outras aldeias para estudar; muitas dessas aldeias estão distantes por dez quilômetros. Nas proximidades, destaca-se a Lovely Professional University a 24,6 quilômetros. Outras instituições de ensino também representam papel importante na região: Right of Children to Free and Compulsory Education Act e Amardeep Singh Shergill Memorial.

## Transporte
A estação de trem mais próxima de Chak Ramun é Behram; no entanto, a estação principal, Phagwara, está a 16 quilômetros (9,9 mi) de distância. O aeroporto mais perto é Sahnewal, localizado a 66 quilômetros, e o aeroporto internacional mais próximo é o Sri Guru Ram Dass Jee, a 133 quilômetros.